# Baba au rhum

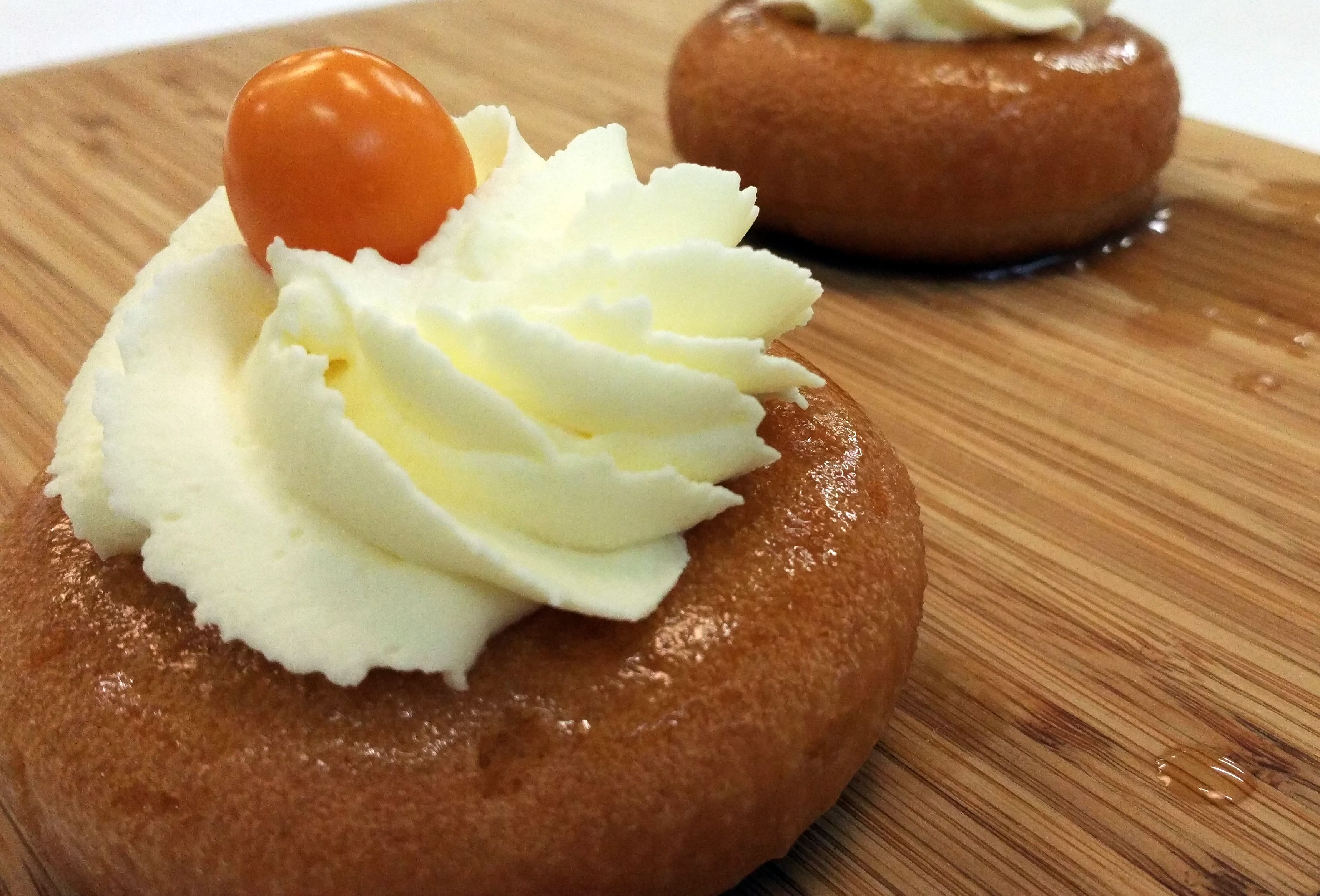
Baba au rhum

Baba au rhum is een klassiek nagerecht uit de Franse keuken.
In essentie bestaat het uit kleine champignongrote tulbanden of cakejes die tezamen in een pot met rum zitten. De cakejes zijn doordrenkt van de rum(stroop).

## Geschiedenis
De baba kreeg bekendheid in de 18e eeuw, toen de Poolse koning Stanislaus Leszczyński de zoetigheid in Frankrijk invoerde bij zijn schoonzoon, de Franse koning Lodewijk XV, nadat hij uit Polen verbannen was en in Lotharingen hertog was geworden. Het oorspronkelijk Poolse dessert heette babka of baba.
De eerste baba's werden gemaakt met tokai, totdat bakker Nicolas Stohrer uit Parijs de rumstroop introduceerde. De Babà (met rum of limoncello) is ook een van de beroemdste cakes in het Zuid-Italiaanse Napels.